# Graaf van Kendal
Graaf van Kendal (Engels: earl of Kendal) is een Engelse adellijke titel.
De titel werd voor het eerst gecreëerd in 1414 door koning Hendrik V voor zijn broer, Jan van Lancaster, die graaf van Kendal, graaf van Richmond en hertog van Bedford werd. Na zijn dood stierven deze titels uit.
Hendrik VI beleende in 1443 John Beaufort, 3e graaf van Somerset met de titels 1e graaf van Kendal en 1e hertog van Somerset. Deze laatste vervielen een jaar later, na zijn dood, weer aan de kroon.
In 1446 werd de titel opnieuw gecreëerd door Hendrik VI, ditmaal voor Jan de Foix, graaf van Benauges. In 1462 trouw zwoer aan de Franse koning en zijn Engelse bezittingen werden verbeurdverklaard. Zijn nakomelingen bleven echter tot 1658 de titel dragen, zij het in de verfranste vorm comte de Candale. Volledigheidshalve zijn ze in de lijst hieronder wel opgenomen, hoewel ze dus niet tot de Engelse adel behoorden.
Nadat in 1666 de titel hertog van Kendal voor het eerst gecreëerd werd (uitgestorven het jaar erop), werd de man van koningin Anne, prins George van Denemarken, in 1689 weer met de graventitel beleend.

## Graaf van Kendal, eerste creatie (1414)
- 1414 – 1435: Jan van Lancaster (1389-1438), 1e graaf van Kendal, 1e graaf van Richmond en 1e hertog van Bedford

## Graaf van Kendal, tweede creatie (1443)
- 1443 – 1444: John Beaufort (1404-1440), 1e graaf van Kendal, 3e graaf en 1e hertog van Somerset

## Graaf van Kendal, derde creatie (1446)
- 1443 – 1485: Jan de Foix († 1485), 1e graaf van Kendal, in 1462 werden titel en goederen in Engeland verbeurdverklaard
- 1485 – 1500: Gaston II de Foix († 1500), 2e graaf van Candale
- 1500 – 1536: Gaston III de Foix († 1536), 3e graaf van Candale
- 1536 – 1571: Frederik de Foix († 1571), 4e graaf van Candale
- 1571 – 1572: Hendrik de Foix († 1572), 5e graaf van Candale
- 1572 – 1593: Margaretha de Foix (1567-1593), 6e gravin van Candale
- 1593 – 1639: Hendrik de Nogaret de La Valette († 1639), 7e graaf van Candale; hij werd in Frankrijk in 1621 beleend met de titel hertog van Candale, maar die verviel na zijn dood
- 1639 – 1661: Bernard de Nogaret de La Valette (1592-1661, 8e graaf van Candale, 2e hertog van Epernon; hij werd in 1622 beleend met de titel hertog van La Valette
- 1661 – 1658: Lodewijk Karel Gaston de Nogaret de La Valette (1627-1658); hij werd graaf van Candale genoemd, maar nadat hij in 1649 het hertogdom La Valette van zijn vader kreeg werd hij bekend als de hertog van Candale

## Graaf van Kendal, vierde creatie (1689)
- 1689 – 1708: George van Denemarken (1653-1708), 1e graaf van Kendal, 1e hertog van Cumberland